# Niamh Emerson
Niamh Emerson (Shirland, 22 aprile 1999) è una multiplista britannica.

## Palmarès
| Anno                                  | Manifestazione          | Sede       | Evento     | Risultato | Prestazione | Note                                             |
| ------------------------------------- | ----------------------- | ---------- | ---------- | --------- | ----------- | ------------------------------------------------ |
| In rappresentanza della Gran Bretagna |                         |            |            |           |             |                                                  |
| 2016                                  | Europei allievi         | Tbilisi    | Eptathlon  | Bronzo    | 5 919 p.    | Miglior prestazione personale                    |
| 2018                                  | Mondiali juniores       | Tampere    | Eptathlon  | Oro       | 6 253 p.    | Miglior prestazione mondiale stagionale under 20 |
| 2019                                  | Europei indoor          | Glasgow    | Pentathlon | Argento   | 4 731 p.    | Miglior prestazione personale                    |
| In rappresentanza dell' Inghilterra   |                         |            |            |           |             |                                                  |
| 2018                                  | Giochi del Commonwealth | Gold Coast | Eptathlon  | Bronzo    | 6 043 p.    | Miglior prestazione personale                    |